# Campeonato Paranaense 2007
In 2007 werd het 93ste Campeonato Paranaense gespeeld voor voetbalclubs uit de Braziliaanse staat Paraná. De competitie werd gespeeld van 14 januari tot 6 mei  en werd georganiseerd door de Federação Paranaense de Futebol. Paranavaí werd kampioen. 

## Eerste fase
| Plaats | Club                   | Wed. | W | G | V  | Saldo | Ptn. |
| ------ | ---------------------- | ---- | - | - | -- | ----- | ---- |
| 1.     | ADAP Galo Maringá      | 15   | 8 | 6 | 1  | 32:18 | 30   |
| 2.     | Atlético Paranaense    | 15   | 8 | 4 | 3  | 44:20 | 28   |
| 3.     | Cianorte               | 15   | 8 | 4 | 3  | 26:21 | 28   |
| 4.     | Coritiba               | 15   | 7 | 5 | 3  | 32:22 | 26   |
| 5.     | Paranavaí              | 15   | 7 | 5 | 3  | 30:23 | 26   |
| 6.     | Paraná                 | 15   | 7 | 4 | 4  | 31:26 | 25   |
| 7.     | Rio Branco             | 15   | 6 | 4 | 5  | 17:17 | 22   |
| 8.     | Cascavel               | 15   | 6 | 3 | 6  | 21:24 | 21   |
| 9.     | J. Malucelli           | 15   | 5 | 5 | 5  | 24:22 | 20   |
| 10.    | Londrina               | 15   | 4 | 7 | 4  | 31:27 | 19   |
| 11.    | Engenheiro Beltrão     | 15   | 5 | 3 | 7  | 15:21 | 18   |
| 12.    | Iraty                  | 15   | 4 | 5 | 6  | 22:22 | 17   |
| 13.    | Iguaçu                 | 15   | 4 | 4 | 7  | 14:29 | 16   |
| 14.    | Portuguesa Londrinense | 15   | 2 | 6 | 7  | 14:19 | 13   |
| 15.    | Roma                   | 15   | 2 | 4 | 9  | 19:38 | 10   |
| 16.    | Nacional               | 15   | 1 | 2 | 12 | 17:40 | 5    |

|  | Geplaatst voor tweede fase |
|  | Degradatie                 |

## Tweede fase

### Groep A
| Plaats | Club              | Wed. | W | G | V | Saldo | Ptn. |
| ------ | ----------------- | ---- | - | - | - | ----- | ---- |
| 1.     | Coritiba          | 6    | 4 | 2 | 0 | 12:6  | 14   |
| 2.     | Paraná            | 6    | 4 | 1 | 1 | 14:6  | 13   |
| 3.     | ADAP Galo Maringá | 6    | 2 | 1 | 3 | 5:10  | 7    |
| 4.     | Cascavel          | 6    | 0 | 0 | 6 | 5:14  | 0    |

|  | Geplaatst voor knock-outfase |

### Groep B
| Plaats | Club                | Wed. | W | G | V | Saldo | Ptn. |
| ------ | ------------------- | ---- | - | - | - | ----- | ---- |
| 1.     | Atlético Paranaense | 6    | 2 | 3 | 1 | 13:7  | 9    |
| 2.     | Paranavaí           | 6    | 1 | 4 | 1 | 7:7   | 7    |
| 3.     | Rio Branco          | 6    | 1 | 4 | 1 | 5:9   | 7    |
| 4.     | Cianorte            | 6    | 1 | 3 | 2 | 9:11  | 6    |

|  | Geplaatst voor knock-outfase |

## Knock-outfase
In geval van gelijkspel worden er penalty's genomen.
|  | Halve finale | Halve finale | Halve finale |   |           | Finale | Finale | Finale |
|  |              |              |              |   |           |        |        |        |
|  | Paranavaí    | 3            | 1            |   |           |        |        |        |
|  | Coritiba     | 2            | 1            |   |           |        |        |        |
|  | Coritiba     | 2            | 1            |   | Paranavaí | 1      | 0      |        |
|  |              |              |              |   | Paranavaí | 1      | 0      |        |
|  |              | Paraná       | 0            | 0 |           |        |        |        |
|  | Atlético     | Paraná       | 0            | 0 | 0         | 1      |        |        |
|  | Atlético     |              |              |   | 0         | 1      |        |        |
|  | Paraná       | 0            | 3            |   |           |        |        |        |

Details finale
|               |           |       |        |                                         |
| 29 april Heen | Paranavaí | 0 – 3 | Paraná | Felipão, Paranavaí Toeschouwers: 23.725 |
| 29 april Heen | tales 67' |       |        | Felipão, Paranavaí Toeschouwers: 23.725 |

|             |        |       |           |                                                               |
| 6 mei Terug | Paraná | 0 – 0 | Paranavaí | Estádio Durival Britto e Silva, Curitiba Toeschouwers: 17.214 |
| 6 mei Terug |        |       |           | Estádio Durival Britto e Silva, Curitiba Toeschouwers: 17.214 |

### Kampioen
| Campeonato Paranaense de 2007 |
| Paraná                        |
| ----------------------------- |
| PARANAVAÍ Kampioen (1° titel) |